# 핀인 노동성전

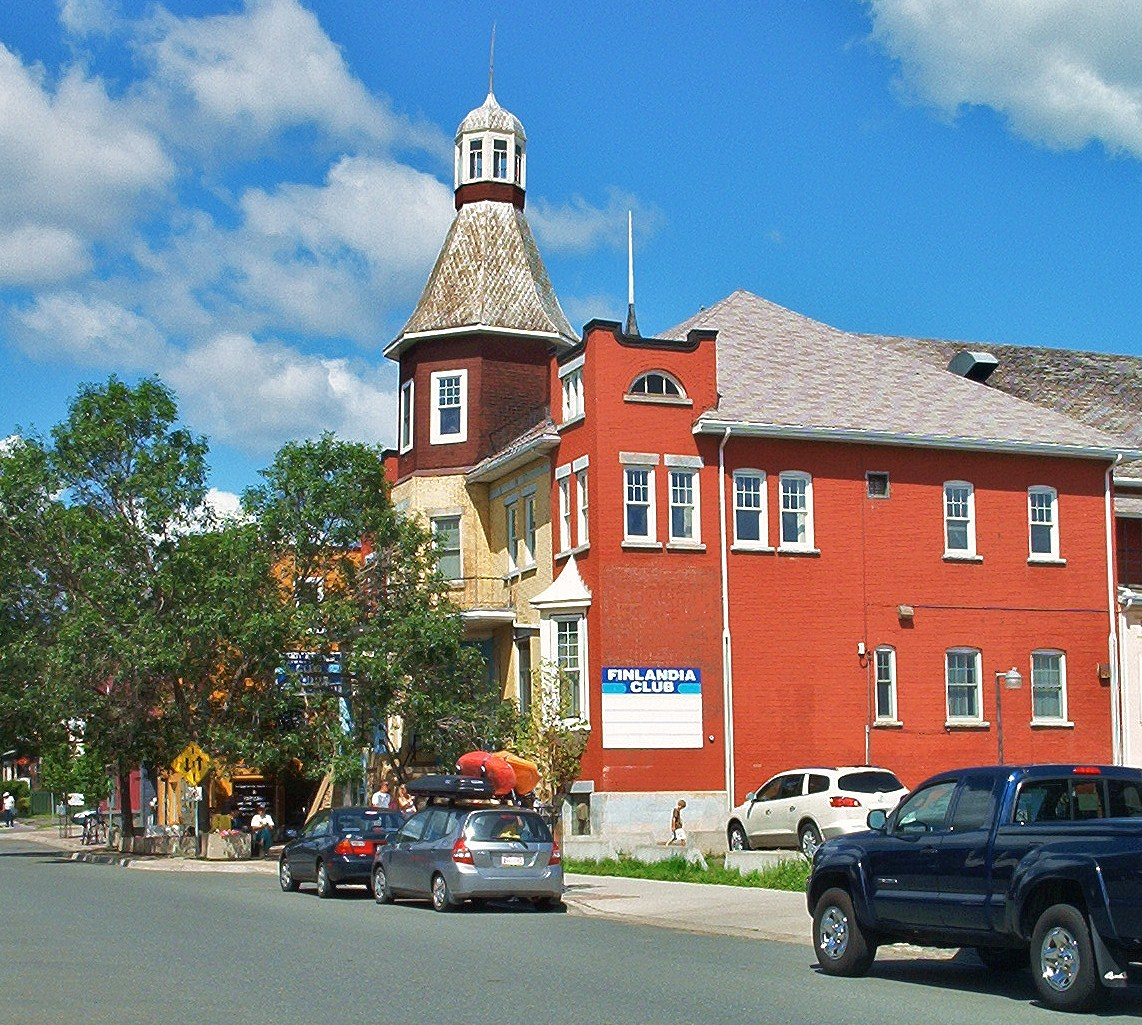

핀인 노동성전(영어: Finnish Labour Temple)은 온타리오주 썬더베이의 핀인타운에 소재한 핀란드계 캐나다인들의 문화복지관이며 지역 랜드마크다.
이름 그대로 원래 노동자회관으로 만들어졌으며, 캐나다에서 가장 큰 노동자회관이자 서북온타리오 지역의 핀란드계 이민자들의 정치문화적 중심지였다. 1960년대까지 세계산업노동자연맹 캐나다지부의 사실상 소재지 역할도 했다. 현재는 박물관 겸 문화복지관으로 사용되고 있다. 캐나다 국립 사적지로 지정되었다.

## 같이 보기
- 자유지상주의적 사회주의